# Физалис
Физа́лис (лат. Phýsalis) — самый крупный род растений семейства Паслёновые (Solanaceae). Название происходит от греч. φυσαλίς — «пузырь», что связано с формой чашечки, окружающей плод.

## Описание
Многолетние (гораздо реже однолетние) травянистые растения с одревесневающим у основания стеблем. Теплолюбивы, большинство практически не переносят заморозки, хотя есть и исключения.
Характерной особенностью всех физалисов является плод-ягода, заключённый в похожую на китайский бумажный фонарик оболочку-чехлик из сросшихся чашелистиков. Чашечка в первое время после отцветания растёт заметно быстрее плода. При полном созревании плода чашечка высыхает, и её цвет изменяется.

## Распространение
Наибольшее видовое разнообразие наблюдается в Центральной и Южной Америке. Древнейший физалис был найден в отложениях эоцена Аргентины.

## Значение и применение

### Декоративные виды

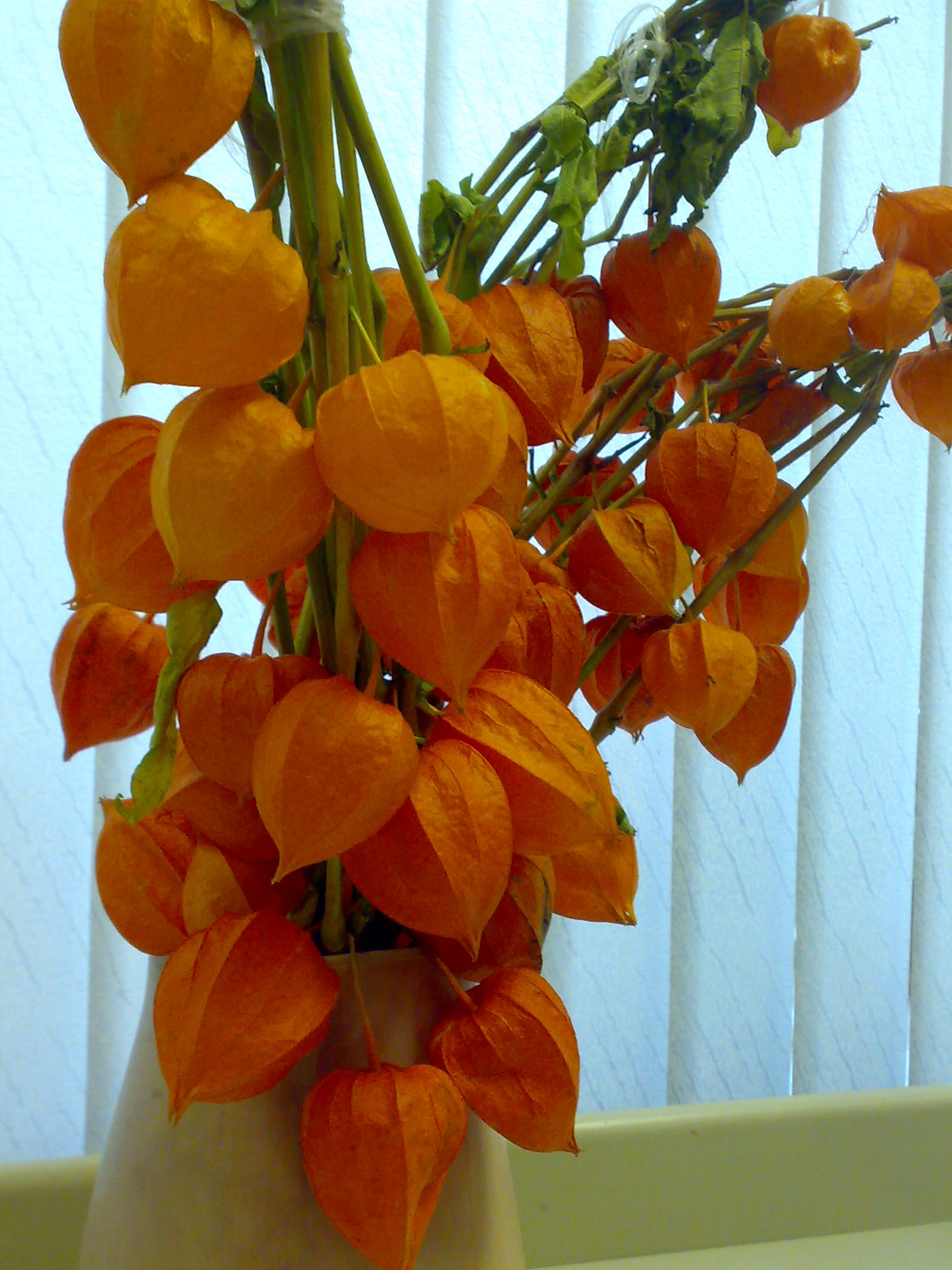
Букет из «китайских фонариков»

В России наиболее широко распространён в диком виде Physalis alkekengi L. — Физалис Алкекенги, или физалис обыкновенный, или физалис Франше, или Китайский фонарик. Это растение зимует в умеренном климате и ежегодно отрастает из корневищ. Плоды этого вида непригодны для употребления в пищу из-за горьковатого привкуса.

### Пищевые виды
В пищу употребляют плоды некоторых видов физалиса.
В культуре в России чаще всего встречаются:
- Physalis ixocarpa Brot. — физалис клейкоплодный, или овощной физалис, или мексиканский физалис, или мексиканский томат
- Physalis pubescens L. — физалис опушённый, или земляничный физалис.

Ещё один вид физалиса, Physalis peruviana L. — физалис перуанский, выращивается сравнительно редко.
Другие виды в России выращиваются только узким кругом учёных-селекционеров, ботаниками и коллекционерами редких растений.

## Таксономия
Physalis L., Species Plantarum 1: 182. 1753.

### Синонимы
- Alkekengi Mill.
- Boberella E.H.L.Krause
- Herschellia T.E.Bowdich ex Rchb.
- Pentaphiltrum Rchb.

### Виды
По информации базы данных The Plant List, род включает 124 вида. Некоторые из них:
- Physalis alkekengi L. — Физалис обыкновенный
- Physalis ixocarpa Brot. ex Hornem. — Физалис клейкоплодный
- Physalis peruviana L. — Физалис перуанский
- Physalis philadelphica Lam. — Физалис овощной, или земляничный томат
- Physalis pubescens L. — Физалис опушённый

## Исследования
Наиболее крупная российская научная организация, ведущая активное исследование и селекцию физалисов, — это ВНИИССОК.
Коллекцией множества видов и сортов физалиса располагает Всероссийский институт растениеводства имени Н. И. Вавилова.
|                              |  |  |  |
| Растения, лист, цветок, плод |  |  |  |